# Heterothera taigana
Heterothera taigana is een vlinder uit de familie spanners (Geometridae). De wetenschappelijke naam is voor het eerst geldig gepubliceerd in 1926 door Djakonov.
De soort komt voor in Europa.